# La Cumbrecita
La Cumbrecita ist ein kleiner Ort auf 1450 Metern Höhe im Calamuchita-Tal, bei den Sierras Grandes in der Provinz Córdoba in Argentinien und ist umgeben von Bächen und dichten Fichtenwäldern.
Bewohnt von mitteleuropäischen Auswanderern, wird in La Cumbrecita Ökotourismus betrieben. Es gibt viele im Alpenstil gebaute Gast- und Teehäuser, die typisch europäisches Feingebäck bieten, daher erinnert die Fußgängerzone an deutsche Ortschaften des 15. Jahrhunderts.
Unterkunftsmöglichkeiten gibt es in Hotels, Herbergen im Stil der Alpen, so wie auch in Campingplätzen.
Ausflugsmöglichkeiten nach La Cumbrecita gibt es ab dem nahegelegenen Ort Villa General Belgrano.

## Sport
La Cumbrecita war einer der Austragungsorte der Faustball-Weltmeisterschaft 2015.

## Partnerschaften
- Oberreute, Deutschland, seit 2019[1]